# Olivia Luccardi
Olivia Luccardi, née le 17 mai 1989 à Brooklyn (New York), est une actrice américaine.

## Filmographie
Sauf indication contraire, les informations mentionnées dans cette section peuvent être confirmées par la base de données cinématographiques IMDb,  présente dans la section « Liens externes ».

### Actrice

#### Cinéma

##### Courts métrages
- 2009 : Bleeding de Nyle Cavazos Garcia : 6 Girls
- 2011 : Sailor Moon the Movie de Elana A. Mugdan : Luna (voix)
- 2018 : Losing Track de Michael C. Morello et Spencer Zabiela : Bri Morris
- 2019 : Kill The Boyfriend de Phil Dorling : Viola

##### Longs métrages
- 2014 : It Follows de David Robert Mitchell : Yara
- 2014 : Les Mots pour lui dire (The Rewrite) de Marc Lawrence : Chloe
- 2014 : Like Sunday, Like Rain (en) de Frank Whaley : Shelly
- 2016 : Money Monster de Jodie Foster : Arlene
- 2017 : Manhattan Stories (Person to Person) de Dustin Guy Defa : Mélanie
- 2017 : Mae au bord de l'eau (One Percent More Humid) de Liz W. Garcia : Mae
- 2017 : Lady-Like de Brent Craft : Luce
- 2017 : Ironwood de Shahin Izadi : Mika
- 2017 : Feral de Mark Young : Jules
- 2018 : After Everything de Hannah Marks et Joey Power : Janelle
- 2019 : Drunk Parents de Fred Wolf : Jessie
- 2019 : Treasure Trouble de Dan Erickson : Eve
- 2019 : Diamond Soles de Micael Preysler : Liv
- 2020 : Go/Don't Go de Alex Knapp : K
- 2020 : Viena and the Fantomes de Gerardo Naranjo : Rebecca
- 2020 : Paint de Michael Walker : Kelsey Frick
- 2020 : Kappa Kappa Die de Zelda Williams : Maxine
- 2021 : Shoplifters of the World (en) de Stephen Kijak : Sandi
- 2022 : Soft & Quiet (en) de Beth de Araújo : Leslie
- 2023 : Candy Land de John Swab : Remy

#### Télévision

##### Séries télévisées
- 2013 : Girls : la fille de Staten Island (saison 2, épisode 6)
- 2014-2017 : Orange Is the New Black : Jennifer Digori (17 épisodes)
- 2015 : House of Cards : l'escort (saison 3, épisode 1)
- 2015 : The Jim Gaffigan Show (en) : Deni (saison 1, épisode 6)
- 2017-2019 : The Deuce : Mélissa (22 épisodes)
- 2018 : Channel Zero : Alice Woods (6 épisodes)
- 2018 : De celles qui osent (The Bold Type) : Gina (saison 2, épisode 7)
- 2022 : The Thing About Pam : Lily Day (mini-série)
- 2022 : East New York : Brandy Quinlan (21 épisodes)

##### Téléfilms
- 2013 : Secret Lives of Husbands and Wives de Mark Pellington : India
- 2018 : Paint de Michael Walker : Kelsey

### Productrice
- 2018 : Losing Track de Michael C. Morello et Spencer Zabiela (Court métrage)
- 2020 : Go/Don't Go de Alex Knapp